# Catagramma michaeli
Catagramma michaeli är en fjärilsart som beskrevs av Otto Staudinger 1891. Catagramma michaeli ingår i släktet Catagramma och familjen praktfjärilar. Inga underarter finns listade i Catalogue of Life.